# Praxàgores de Cos
Praxàgores de Cos (grec antic: Πραξαγόρας, llatí: Praxagoras), fill de Nicarc, va ser un metge grec que, segons Galè, era de la família dels Asclepíades. Era tutor de Filòtim, Plistonic i Heròfil de Calcedònia. Era contemporani de Crisip de Cnidos i va viure poc després de Diocles Caristi; per tant, devia viure al segle iv aC.
Formava part de la secta dels dogmàtics, una de les més conegudes escoles mèdiques del món grecoromà, i era famós pels seus considerables coneixements d'anatomia i fisiologia i de la medicina en general. Era un dels més fervents defensors de les teories dels humors, dels que deia que eren el centre de totes les malalties. Podria ser la primera persona que va distingir les venes de les artèries. Moltes de les seves opinions eren avançades pel seu temps i denotaven un bon coneixement de la medicina, però també tenia grans errors com pensar que el cor era l'origen dels nervis, una opinió que va defensar amb les teories d'Aristòtil.
Va escriure diverses obres, perdudes però de les quals Galè, Celi Aurelià, i altres n'han preservat fragments.